# Bảo tàng Tưởng niệm Sakamoto Ryōma
Bảo tàng Tưởng niệm Sakamoto Ryōma (高知県立坂本龍馬記念館 Kōchi kenritsu Sakamoto Ryōma kinenkan) mở cửa cho công chúng vào tham quan tại khuôn viên của Lâu đài Urado cũ ở Katsurahama, Kōchi, Nhật Bản vào ngày 15 tháng 11 năm 1991. Bộ sưu tập này bao gồm thư từ và các tài liệu khác của Sakamoto Ryōma và những người cùng thời với ông, ngoài ra còn có cả một thư viện chứa hơn hai nghìn cuốn sách liên quan đến thời kỳ Minh Trị Duy tân.

## Tiếp cận
Du khách có thể đến bảo tàng này bằng tuyến xe buýt Tosaden thuộc tuyến Katsurahama.